# Tempo di corrivazione
Il tempo di corrivazione, valutato in un determinato punto di una rete di drenaggio (naturale o artificiale) è il tempo che occorre alla generica goccia di pioggia caduta nel punto idraulicamente più lontano a raggiungere la sezione di chiusura del bacino in esame.
Esso varia in funzione delle caratteristiche topografiche, pedologiche e geologiche del bacino e degli usi del suolo attuati sullo stesso.

## Determinazione
Il tempo di corrivazione {\displaystyle t_{c}}, misurato in ore, può essere determinato con l'utilizzo di formule analitiche; le principali sono riportate nel seguito.

### Formula di Giandotti
{\displaystyle t_{c}={\frac {4\cdot {\sqrt[{}]{S}}+1,5L}{0,8\cdot {\sqrt[{}]{H_{m}-h_{0}}}}}}
dove con S è indicata la superficie del bacino espressa in km2, con L la lunghezza dell'asta principale espressa in km, con Hm l'altitudine media del bacino, espressa in m, riferita al livello medio del mare e con h0 la quota della sezione di chiusura, anch'essa in m, sempre riferita al livello medio del mare.
Questa formula vale per bacini idrografici di estensione superiore a 100 km2.

### Formula di Viparelli
{\displaystyle t_{c}={\frac {L}{V}}}
in cui L indica la lunghezza dell'asta fluviale e V la velocità della particella d'acqua; la velocità, posta pari a 5,4 km/h, è determinata con l'ausilio di un abaco che propone una relazione tra la velocità dell'acqua, le pendenze medie dei versanti e la tipologia di terreno che caratterizza il bacino.

### Formula di Pezzoli
{\displaystyle t_{c}=0,055{\frac {L}{\sqrt[{}]{p}}}}
in cui con L si indica la lunghezza dell'asta principale, mentre con p si indica la pendenza media dell'alveo.

### Formula di Kirpich
{\displaystyle t_{c}=0,0195{\frac {L^{0,77}}{p^{0,385}}}}      (minuti)
in cui con L si indica la lunghezza dell'asta principale (m), mentre con p si indica la pendenza media dell'alveo.
È stata sviluppata nel 1940 studiando sette bacini rurali di piccola dimensione (0,5-45 ettari) con alvei ben definiti e pendenze elevate (0,03-0,10 m/m) nel Tennessee.

## Applicazioni
Il tempo di corrivazione rappresenta una misura utile per la previsione delle portate del corso d'acqua che drena un bacino risultanti da ipotetici eventi piovosi a loro volta caratterizzati da tempi di ritorno statisticamente determinabili. È infatti molto importante per varie ragioni (anche di tipo economico) che gli ingegneri, geologi agronomi e dottori forestali (figure professionali deputate alla progettazione di opere idrauliche) siano in grado di prevedere le risposte date da un dato bacino idrografico alle piogge di varia intensità che possono interessarlo nel corso del tempo. La progettazione di infrastrutture idrauliche quali ponti, bacini di espansione o invasi non può infatti prescindere da questo tipo di studi, come pure la prevenzione dei rischi legati agli eventi alluvionali.
A parità di intensità di pioggia le portate massime che si registreranno in corrispondenza della sezione di chiusura saranno quelle derivate da eventi piovosi che interessino  tutta l'area considerata e che abbiano inoltre una durata maggiore o eguale al tempo di corrivazione. Questo perché in tal caso tutta l'area del bacino idrografico fornirà contemporaneamente il suo contributo all'alimentazione del corso d'acqua.